# Dzień Pomorski
Dzień Pomorski – pismo wydawane w Toruniu w latach 1929–1936, organ BBWR. 
Gazetę wydawała utworzona w 1929 roku Pomorska Spółdzielnia Wydawnicza. Pierwszy numer ukazał się 11 listopada 1929 roku jako bezpartyjne pismo codzienne. Redaktorem naczelnym do 1931 roku był Adam Piskozub, znany również jako Adam Brzeg.
Gazeta wspierała propagandowo Bezpartyjny Blok Współpracy z Rządem; była popierana przez wojewodę pomorskiego Wiktora Lamota. Mimo aktywnego wsparcia wojewody, np. zobowiązania do zamieszczania odpłatnych ogłoszeń urzędowych oraz nacisków administracyjnych (obowiązek prenumeraty przez urzędników), czasopismo popadało w coraz większe trudności finansowe. Doprowadziło to ostatecznie do bankructwa Spółdzielni w 1936 roku. 28 lutego tamtego roku ukazał się ostatni numer pisma w tej formie.
Władze wojewódzkie nie dopuściły jednak do zniknięcia wydawnictwa, tworząc nową Spółdzielnię Wydawniczą Gryf, która działała wykorzystując wkłady grupy 20 akcjonariuszy.  Zmieniono tytuł gazety na „Dzień Pomorza”. Złe wyniki finansowe ponownie doprowadziły do zamknięcia gazety i jej lokalnych wersji 17 czerwca 1938 roku. Likwidacji uległa też Spółdzielnia Gryf; jej rolę przejęło stopniowo kolejne wydawnictwo, Narodowa Spółka Wydawnicza, która od 18 czerwca 1936 aż do wybuchu wojny wydawała „Gazetę Pomorską”.